# 河南工程学院
河南工程学院位于河南省郑州市，占地共计2668亩，分为龙湖校区和桐柏路校区，是一个以煤炭和纺织为特色的全日制本科院校。其中龙湖校区又分为西校区、东校区和南校区。2007年3月，由教育部和河南省人民政府批准下文，河南工程学院正式成立。其由原郑州经济管理干部学院和原河南纺织高等专科学校合并组建，河南工程学院成立之时，二者同时注销。现今，河南工程学院有电气信息工程学院、安全工程学院、计算机学院、纺织学院、材料与化学工程学院、资源与环境学院等21个学院。图书馆纸质藏书220万册，电子资源190G，有128个校内实验室和164个稳定的校外实习实训基地。

## 历史
学校办学历史悠久。原郑州经济管理干部学院始建于1956年，是原煤炭部直属院校；原河南纺织高等专科学校始建于1954年，其办学历史可追溯到1910年设立的河南省官立中等工业学堂，著名抗日将领杨靖宇将军即为学校的杰出校友。

## 教学科研
学校育人质量突出。现有22个教学单位，全日制在校生27000余人，开设54个本科专业，涵盖工学、理学、经济学、管理学、文学、艺术学等六大学科门类。有国家级、省级本科教学质量工程项目37个，其中国家级特色专业和综合改革试点专业2个，国家级虚拟仿真实验教学项目1个，国家级大学生校外实践教育基地2个，省级重点学科4个，省级特色专业和综合改革试点专业13个。

## 校训与校风
- 校训：自强不息 博学精艺
- 校风：严谨 勤勉 求实 创新[3]